# 椎动脉
椎动脉（vertebral artery）是颈部的主要动脉之一。一般情况下，椎动脉起自两侧的锁骨下动脉，左右各一，向上穿过第6～1颈椎横突孔，经枕骨大孔入脑汇合成基底动脉。 椎动脉向脊髓上部、脑干、小脑和大脑后部供血。

## 结构
椎动脉通常起源于两侧锁骨下静脉的后上方，之后进入第六颈椎（C6）的横突孔，少数情况下（7.5%）进入隆椎（C7）的横突孔。之后，椎动面在各级颈椎的横突孔内上行，穿过寰椎（C1）的横突孔后，跨（穿）寰椎后弓（有椎动脉压迹或弓形孔），经枕骨大孔进入颅内。在颅内、脑桥的底部，两条椎动脉汇合形成基底动脉。在每一级颈椎，椎动脉发出脊柱前动脉分支营养周围的肌肉组织。

### 变异
椎动脉的走向和大小多变，两侧的椎动脉直径常不对称。 例如，左右椎动脉大小的差异可能从轻微不对称到一侧明显发育不全不等。研究估计，单侧椎动脉发育不全的流行率在2%-25%之间。在3-15%的人群中，名为弓形孔的骨桥覆盖了寰椎(C1)上的椎动脉压迹。很少有椎动脉由C1-C2（3%）或C2-C3（仅报道了三例）椎骨水平而不是寰枕水平进入蛛网膜下腔。

#### 椎动脉优势
椎动脉(Vertebral artery dominance, VAD) 是一种先天的正常的血管变异，两侧的椎动脉直径将会存在差异，直径较大的一侧为主导侧，直径较小的一侧为非主导侧。有研究表明，约有54%的人为左侧椎动脉优势，30%为右侧椎动脉优势，16%两侧椎动脉直径相近。

## 诊断

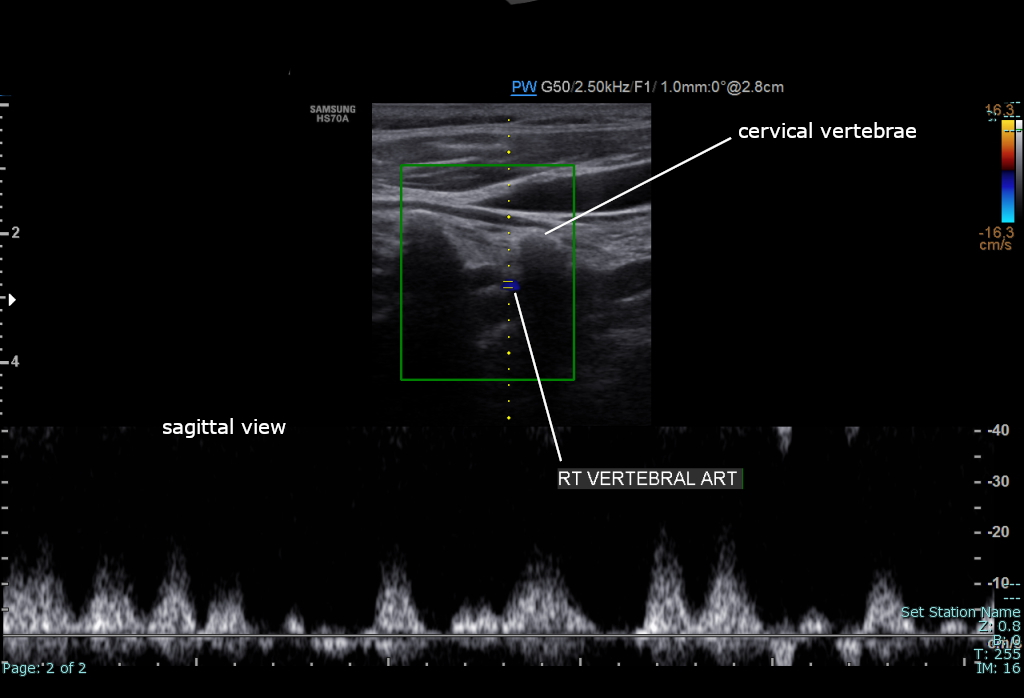
多普勒超声下的右侧椎动脉（矢状面）

通常使用多普勒超声、断层血管摄影、PC-MRI评估颈动脉的健康状态。
椎颈动脉血液流速的经典评价指标是收缩期峰值流速（PSV）和舒张末期流速（EDV）。
正常情况下, 根据Kuhl等人的一项研究，椎动脉的PSV期血液流速为63.6 ± 17.5 cm/s，EDV期血液流速为16.1 ± 5.1 cm/s。 由于椎动脉优势, 两侧的测量结果可能存在差异。 例如, Seidel 等人进行的另一项研究发现，在PSV期，右侧椎动脉平均流速为45.9 cm/s，而左侧椎动脉的平均流速为51.5 cm/s；在EDV期右侧椎动脉平均流速为13.8 cm/s，而左侧椎动脉的平均流速为16.1 cm/s。

## 其它图像

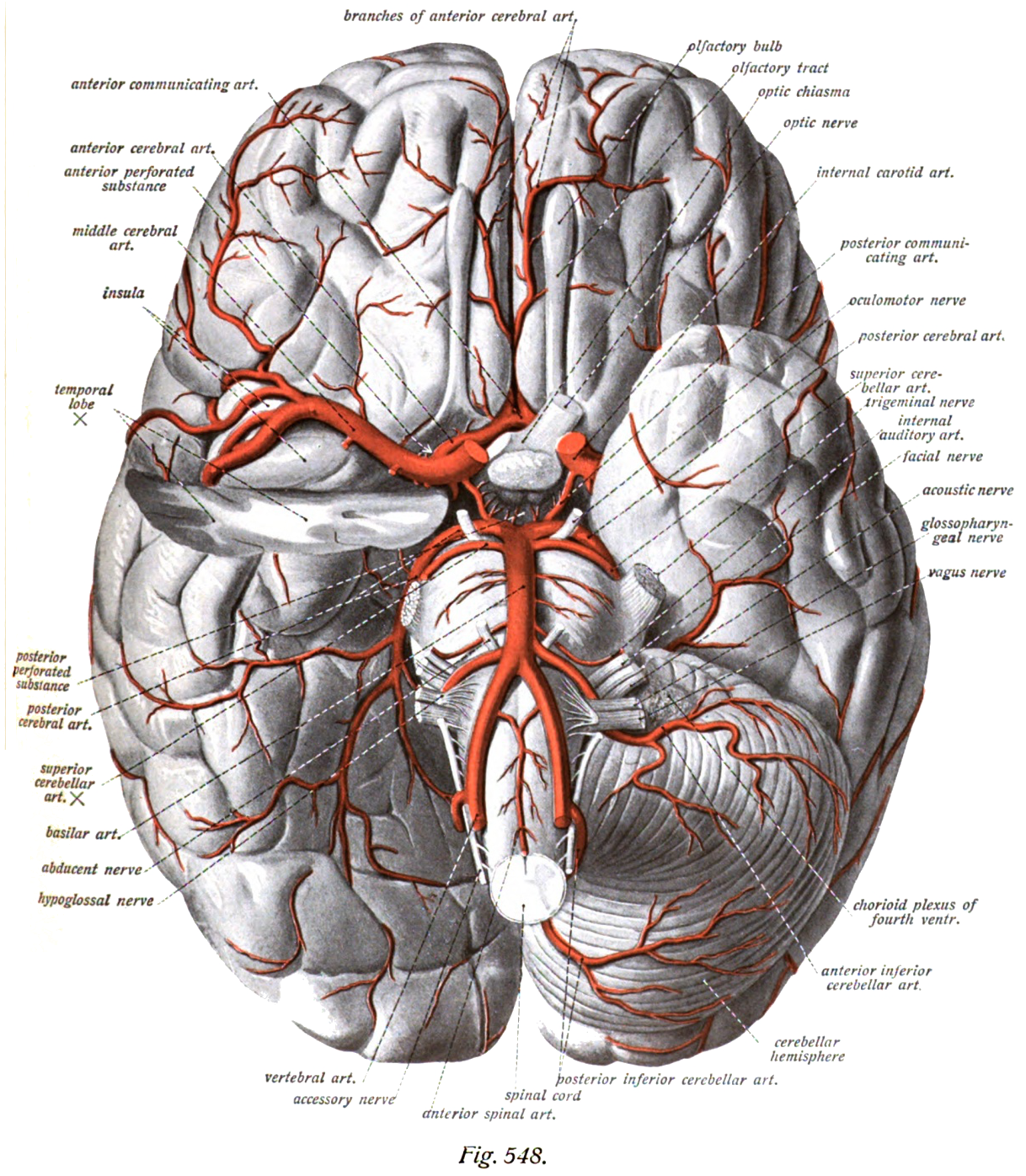
大脑底部的动脉(底面观)。
脑底部动脉循环图。
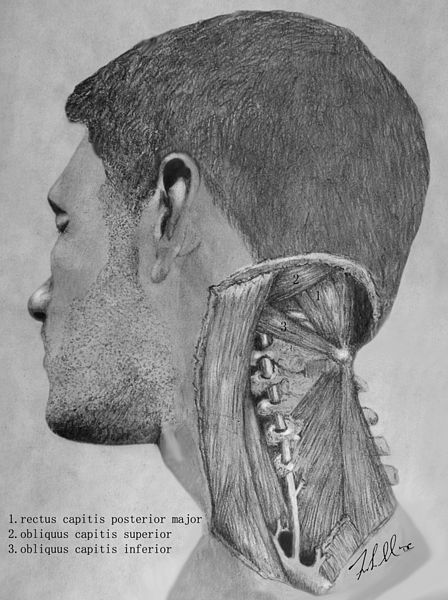
椎动脉与枕下肌的关系。